# 가미바야시촌
가미바야시촌(上林村)은 니가타현 미나미칸바라군에 설치되었던 촌이다.